# Koldun'ja
Koldun'ja (Колдунья) è un film del 1916 diretto da Evgenij Bauėr.